# 梅尔斯拉格斯港
梅尔斯拉格斯港是拉脱维亚梅尔斯拉格斯的港务局。港口占地面积78.35公頃（193.6英畝）。